# Paraprotella prima
Paraprotella prima är en kräftdjursart. Paraprotella prima ingår i släktet Paraprotella och familjen Caprellidae. Inga underarter finns listade i Catalogue of Life.